# Borough Road
Borough Road se trouve à Southwark à Londres. Elle s'étend d'est en ouest entre St George's Circus (en) et Borough High Street (en).

## Histoire
La voix est créée dans le cadre de la planification et des améliorations routières associées à l'achèvement du pont de Westminster en 1750, pour permettre l'accès à Southwark depuis le « West End » nord-ouest sans avoir à traverser la Cité de Londres. Southwark Bridge Road traverse Borough Road du nord au sud à peu près à mi-chemin. Le chemin de fer jusqu'à la gare de Blackfriars passe également au-dessus du carrefour où se trouvait la Borough Road Station) (en).
Le campus de la London South Bank University se situe au sud entre St George's Circus et la jonction avec Southwark Bridge Road. L'entrée principale se trouve sur Borough Road et constitue également l'adresse principale de LSBU. Le bâtiment où se trouve cette entrée est connu sous le nom de Borough Road Building, au 103 Borough Road.
La London School of Musical Theatre (en) est basée au 83 Borough Road. La Borough Road Gallery (en), présentant des peintures de David Bomberg et du Borough Group (en), a ouvert ses portes en 2012 dans le bâtiment principal de Borough Road de la London South Bank University,,.
Les autres routes adjacentes incluent Blackfriars Road (en), London Road et Newington Causeway.
Borough Road est un site d'activité éducative depuis plus de deux siècles. L'école Joseph-Lancaster a été fondée par le quaker Joseph Lancaster en 1798. C'était un exemple précoce et innovant d'école gratuite universelle, basée sur le système de mutualité.
Un institut de formation d'enseignants associé, le Borough Road College, est créé peu après en 1804, également à Borough Road. En 1889, le collège déménage à Isleworth, à l'ouest de Londres. Beaucoup plus tard, en 1975, le Borough Road College fusionne avec le Maria Gray Training College (en) pour former le West London Institute of Higher Education (en). Celui-ci est ensuite devenu le campus Osterley de l'Université Brunel de 1995 à 2006.
La London South Bank University a été créée sur Borough Road sous le nom de Borough Polytechnic Institute en 1892, peu de temps après le déménagement du Borough Road College. L'École nationale de boulangerie associée a été fondée deux ans plus tard en 1894 et est aujourd'hui la plus ancienne école de boulangerie au monde. L'Institut s'agrandit et devient Polytechnic of the South Bank (1970), South Bank Polytechnic (1987), atteignant le statut d'université de South Bank University en 1992, avant d'adopter son nom actuel en 2003. Un buste de Joseph Lancaster, offert par John Passmore Edwards (en), demeure à l'université.